# Szymanowice (gmina)
Szymanowice (od 1973 Gizałki) – dawna gmina wiejska istniejąca do 1954 roku w woj. łódzkim i poznańskim. Nazwa gminy pochodzi od wsi Szymanowice, lecz siedzibą władz gminy były Wierzchy.
W okresie międzywojennym gmina Szymanowice należała do (utworzonego w 1919 roku) powiatu słupeckiego w woj. łódzkim. W związku ze zlikwidowaniem powiatu słupeckiego z dniem 1 kwietnia 1932 roku gmina weszła w skład powiatu konińskiego w tymże województwie. 1 kwietnia 1938 roku gminę wraz z całym powiatem konińskim przeniesiono do woj. poznańskiego.
Po wojnie gmina przejściowo zachowała przynależność administracyjną, lecz już 1 lipca 1948 roku została przyłączona do powiatu jarocińskiego w tymże województwie. Według stanu z dnia 1 lipca 1952 roku gmina składała się z 15 gromad: Czołnochów, Gizałki, Gizałki Las, Leszczyca, Obory, Ostrowska Kolonia, Ruda Wieczyńska, Studzienka, Szymanowice, Świerczyna, Tomice, Tomice-Las, Toporów Nowy, Wierzchy i Wronów.
Jednostka została zniesiona 29 września 1954 roku wraz z reformą wprowadzającą gromady w miejsce gmin. Po reaktywowaniu gmin z dniem 1 stycznia 1973 roku gminy Szymanowice nie przywrócono, utworzono natomiast gminę Gizałki w (utworzonym w 1956 roku) powiecie pleszewskim tymże województwie